# Liste des membres du Conseil parlementaire
Cette page dresse une liste des membres du Conseil parlementaire, l’organe chargé de rédiger la Loi fondamentale de la République fédérale d’Allemagne de septembre 1948 à mai 1949. Il comprenait 65 membres avec droit de vote représentant les onze Länder des zones d’occupation occidentales, auxquels s’ajoutaient 5 représentants sans droit de vote pour Berlin-Ouest. Six membres ayant démissionné et un étant décédé pendant le mandat du Conseil, 77 personnes au total y ont siégé compte tenu des remplacements.

## Composition par parti
| Parti | Parti          | Délégués | %      |
| ----- | -------------- | -------- | ------ |
|       | Groupe CDU/CSU | 27       | 41,5 % |
|       | Groupe SPD     | 27       | 41,5 % |
|       | Groupe FDP     | 5        | 7,7 %  |
|       | Délégués KPD   | 2        | 3,1 %  |
|       | Délégués DP    | 2        | 3,1 %  |
|       | Délégués DZP   | 2        | 3,1 %  |

## Liste des membres
| Nom | Nom                        | Land                        | Parti | Note                                  |
| --- | -------------------------- | --------------------------- | ----- | ------------------------------------- |
|     | Konrad Adenauer            | Rhénanie-du-Nord-Westphalie | CDU   | Président                             |
|     | Hannsheinz Bauer           | Bavière                     | SPD   |                                       |
|     | Max Becker                 | Hesse                       | LDP   | Secrétaire                            |
|     | Ludwig Bergsträsser        | Hesse                       | SPD   |                                       |
|     | Paul Binder                | Wurtemberg-Hohenzollern     | CDU   |                                       |
|     | Adolf Blomeyer             | Rhénanie-du-Nord-Westphalie | CDU   |                                       |
|     | Heinrich von Brentano      | Hesse                       | CDU   |                                       |
|     | Johannes Brockmann         | Rhénanie-du-Nord-Westphalie | DZP   |                                       |
|     | Paul de Chapeaurouge       | Hambourg                    | CDU   |                                       |
|     | Thomas Dehler              | Bavière                     | FDP   |                                       |
|     | Georg Diederichs           | Basse-Saxe                  | SPD   |                                       |
|     | Fritz Eberhard             | Wurtemberg-Bade             | SPD   |                                       |
|     | Adolf Ehlers               | Brême                       | SPD   |                                       |
|     | Hermann Fecht              | Bade                        | CDU   | Démissionnaire                        |
|     | Albert Finck               | Rhénanie-Palatinat          | CDU   |                                       |
|     | Andreas Gayk               | Schleswig-Holstein          | SPD   |                                       |
|     | Otto Heinrich Greve        | Basse-Saxe                  | SPD   | Démissionnaire                        |
|     | Rudolf-Ernst Heiland       | Rhénanie-du-Nord-Westphalie | SPD   |                                       |
|     | Wilhelm Heile              | Basse-Saxe                  | DP    |                                       |
|     | Hubert Hermans             | Rhénanie-Palatinat          | CDU   | Remplaçant d’Adolf Süsterhenn         |
|     | Theodor Heuss              | Wurtemberg-Bade             | FDP   |                                       |
|     | Anton Hilbert              | Bade                        | CDU   | Remplaçant d’Hermann Fecht            |
|     | Fritz Hoch                 | Hesse                       | SPD   |                                       |
|     | Hermann Höpker-Aschoff     | Rhénanie-du-Nord-Westphalie | FDP   |                                       |
|     | Werner Hofmeister          | Basse-Saxe                  | CDU   | Remplaçant d’Heinrich Rönneburg       |
|     | Jakob Kaiser               | Berlin-Ouest                | CDU   |                                       |
|     | Rudolf Katz                | Schleswig-Holstein          | SPD   |                                       |
|     | Theophil Kaufmann          | Wurtemberg-Bade             | CDU   |                                       |
|     | Josef Ferdinand Kleindinst | Bavière                     | CSU   |                                       |
|     | Gerhard Kroll              | Bavière                     | CSU   |                                       |
|     | Adolf Kühn                 | Wurtemberg-Bade             | CDU   | Remplaçant de Felix Walter            |
|     | Karl Kuhn                  | Rhénanie-Palatinat          | SPD   |                                       |
|     | Wilhelm Laforet            | Bavière                     | CSU   |                                       |
|     | Robert Lehr                | Rhénanie-du-Nord-Westphalie | CDU   |                                       |
|     | Lambert Lensing            | Rhénanie-du-Nord-Westphalie | CDU   |                                       |
|     | Paul Löbe                  | Berlin-Ouest                | SPD   |                                       |
|     | Fritz Löwenthal            | Rhénanie-du-Nord-Westphalie | SPD   |                                       |
|     | Friedrich Maier            | Bade                        | SPD   |                                       |
|     | Hermann von Mangoldt       | Schleswig-Holstein          | CDU   |                                       |
|     | Karl Sigmund Mayr          | Bavière                     | CSU   |                                       |
|     | Walter Menzel              | Rhénanie-du-Nord-Westphalie | SPD   |                                       |
|     | Willibald Mücke            | Bavière                     | SPD   |                                       |
|     | Friederike Nadig           | Rhénanie-du-Nord-Westphalie | SPD   |                                       |
|     | Erich Ollenhauer           | Basse-Saxe                  | SPD   | Remplaçant d’Otto Heinrich Greve      |
|     | Hugo Paul                  | Rhénanie-du-Nord-Westphalie | KPD   | Jusqu’au 6 octobre 1948               |
|     | Anton Pfeiffer             | Bavière                     | CSU   |                                       |
|     | Hans Reif                  | Berlin-Ouest                | FDP   |                                       |
|     | Max Reimann                | Rhénanie-du-Nord-Westphalie | KPD   | Remplaçant d’Hugo Paul                |
|     | Heinz Renner               | Rhénanie-du-Nord-Westphalie | KPD   |                                       |
|     | Ernst Reuter               | Berlin-Ouest                | SPD   |                                       |
|     | Heinrich Rönneburg         | Basse-Saxe                  | CDU   | Démissionnaire                        |
|     | Albert Roßhaupter          | Bavière                     | SPD   | Remplaçant de Josef Seifried          |
|     | Hermann Runge              | Rhénanie-du-Nord-Westphalie | SPD   |                                       |
|     | Hermann Schäfer            | Hambourg                    | FDP   | Deuxième vice-président               |
|     | Kaspar Gottfried Schlör    | Bavière                     | CSU   |                                       |
|     | Carlo Schmid               | Wurtemberg-Hohenzollern     | SPD   | Président de la commission principale |
|     | Adolph Schönfelder         | Hambourg                    | SPD   | Doyen d’âge, premier vice-président   |
|     | Josef Schrage              | Rhénanie-du-Nord-Westphalie | CDU   |                                       |
|     | Carl Schröter              | Schleswig-Holstein          | CDU   |                                       |
|     | Josef Schwalber            | Bavière                     | CSU   |                                       |
|     | Hans-Christoph Seebohm     | Basse-Saxe                  | DP    |                                       |
|     | Kaspar Seibold             | Bavière                     | CSU   |                                       |
|     | Josef Seifried             | Bavière                     | SPD   | Démissionnaire                        |
|     | Elisabeth Selbert          | Hesse                       | SPD   |                                       |
|     | Jean Stock                 | Bavière                     | SPD   | Secrétaire                            |
|     | Walter Strauß              | Hesse                       | CDU   |                                       |
|     | Otto Suhr                  | Berlin-Ouest                | SPD   |                                       |
|     | Adolf Süsterhenn           | Rhénanie-Palatinat          | CDU   | Démissionnaire                        |
|     | Friedrich Wilhelm Wagner   | Rhénanie-Palatinat          | SPD   |                                       |
|     | Felix Walter               | Wurtemberg-Bade             | CDU   | Décédé                                |
|     | Helene Weber               | Rhénanie-du-Nord-Westphalie | CDU   | Secrétaire                            |
|     | Helene Wessel              | Rhénanie-du-Nord-Westphalie | DZP   | Secrétaire                            |
|     | Ernst Wirmer               | Basse-Saxe                  | CDU   |                                       |
|     | Friedrich Wolff            | Rhénanie-du-Nord-Westphalie | SPD   |                                       |
|     | Hans Wunderlich            | Basse-Saxe                  | SPD   |                                       |
|     | Gustav Zimmermann          | Wurtemberg-Bade             | SPD   |                                       |
|     | Georg August Zinn          | Hesse                       | SPD   |                                       |